# Bucculatrix lenis
Bucculatrix lenis es una especie de polilla perteneciente a la familia Bucculatricidae.
Fue descubierta por Edward Meyrick en 1913, y se encuentra en África del sur.